# هوشاند
هوشاند (بالإنجليزية: Höchhand)‏ هو أحد جبال سلسلة جبال الألب أبينزيل ويقع في كانتون سانت غالن في سويسرا. يحتل المرتبة رقم 426 في قائمة جبال سويسرا من حيث الارتفاع، إذ يبلغ ارتفاعه حوالي 1314 متر، بينما يبلغ ارتفاع نتوء الجبل 311 متر.